# 夏佳理
夏佳理，大紫荊勳賢，CVO，GBS，OBE，JP（1939年1月2日—），中印混血兒，香港大律師及律師。曾任香港行政會議非官守成員、行政會議召集人、香港立法局議員、香港立法會議員、金杜律師事務所合夥人、香港賽馬會董事局主席、香港交易所董事會主席、西九文化區管理局副主席和富衛保險董事會主席。

## 簡介
夏佳理1939年出生，是混血兒，父親家族在1840年代由英屬印度移民英屬香港，母親家族在1880年代由大清移民英屬香港。三歲的時候，父母離異。他的母親獨力撫養他與他的姊姊。當年生活困苦，居住在位於北角祇有百多平方呎單位內。於聖若瑟書院畢業後，憑著親戚資助，遠赴英國攻讀法律。1961年，取得英國及香港的大律師資格，其後回港執業。當時，其從事法律界的叔叔曾替其取中文名字「夏高利」，但夏認為此名意近高利貸，不適合大律師使用。後來，一位從事古董買賣的朋友建議夏當大律師應取名「夏佳理」，遂採用之。
夏佳理活躍於香港商界及法律界，其司法界徒弟包括胡國興及包致金。夏佳理亦曾擔任多項社會公職。夏佳理曾於1988年至2000年6月為香港自由黨黨員並代表地產及建造界出任香港立法會議員。其後退出自由黨，並加入行政會議。
2002年至2006年曾任香港賽馬會董事局主席。他亦曾任職於司法人員薪俸及服務條件常務委員會、城市規劃委員會、香港學術評審局及倫敦商學院。
2005年10月，夏佳理獲香港行政長官曾蔭權委任為香港行政會議成員。
2006年4月，獲委任為香港交易所董事會主席，接替任期屆滿六年的李業廣。
2011年10月3日獲委任為行政會議非官守議員召集人。任期至2012年6月30日。
2013年10月24日獲頒授為香港證券及投資學會榮譽會員。同日香港富衛保險委任夏佳理為集團董事會主席。

## 積極參與賽馬活動

夏佳理於英國使用之綵衣

夏佳理與夏安麗兩夫婦熱愛賽馬，分別於香港、澳洲及英國擁有馬匹。代表馬匹為香港三冠大賽總冠軍翠河。當中，英國的馬匹多以Red（紅色）冠名，代表馬為紅色禮物。綵衣有多款，玉河、翠河、駿河等馬使用橙底深藍色菱形。2010年代改用深藍綵衣。
夏佳理出任香港賽馬會董事多年，並在2002年至2006年擔任香港賽馬會董事局主席。

## 相關
目前夏佳理是多家香港上市公司的非執行董事，包括:
- 香港電燈港交所：00006
- 信和置業港交所：00083
- 恆隆地產港交所：00101
- 香港興業港交所：00480

## 外部連結
- 恆隆地產有限公司(#101.HK)獨立非執行董事
- 行政會議：夏佳理議員
- 夏佳理離任前接受專訪 暢談香港賽馬會發展大計--體育--人民網 （页面存档备份，存于）

| 官衔          | 官衔                                                       | 官衔          |
| ------------- | ---------------------------------------------------------- | ------------- |
| 前任： 梁振英 | 香港特別行政區行政會議召集人 2011年10月3日 - 2012年6月30日 | 繼任： 林煥光 |
| 商界職務      |                                                            |               |
| 前任： 李業廣 | 香港交易及結算所有限公司董事會主席 2006年4月 - 2012年4月   | 繼任： 周松崗 |
| 前任： 李福深 | 香港賽馬會董事局主席 2002年8月 - 2006年8月                 | 繼任： 陳祖澤 |